# Antiblemma imitatura
Antiblemma imitatura là một loài bướm đêm trong họ Erebidae.